# Trachea conjuncta
Trachea conjuncta là một loài bướm đêm trong họ Noctuidae.